# Orta Loreto
Orta Loreto è una frazione dei comuni di Sant'Egidio del Monte Albino e Pagani,in provincia di Salerno e conta circa 2.000 abitanti.

## Geografia fisica
È collocata nell'area dell'Agro nocerino-sarnese tra i comuni di Angri, San Marzano sul Sarno, Pagani e Sant'Egidio del Monte Albino.
La parte sud-est della frazione dal 2023 è stata attribuita al comune di Pagani con sentenza del Consiglio di Stato in merito alla definizione dei confini (contesi per decenni) tra quest'ultimo e il comune di Sant'Egidio del Monte Albino. Precedentemente, la frazione è appartenuta per intero proprio al Comune di Sant'Egidio del Monte Albino.

## Economia
Nella frazione ci sono alcuni depositi di industrie conserviere situate nel comune di Angri ed un mercato ortofrutticolo situato nel comune di Sant'Egidio del Monte Albino nella località Quarto.

## Infrastrutture e trasporti
La frazione è raggiungibile tramite la SS 18 Tirrena Inferiore e mediante la Statale 268 dei Paesi Vesuviani.